# Giro de Reggio Calabria
O Giro Reggio Calabria (oficialmente: Giro della Província di Reggio Calabria/Challenge Calabria) é uma prova de ciclismo por etapas disputada na província de Calabria, ao sul da Itália.
Desde a criação dos Circuitos Continentais UCI em 2005 faz parte do UCI Europe Tour, dentro da categoria .1 (2.1 se é de vários dias, 1.1 se é de um dia).

## História
De 1920 a 1926 foi uma corrida de três dias. De 1928 a 1949 de duas etapas. Desde 1950 converteu-se numa corrida em linha de um dia (a modo de clássica). Não se competiu em 2006 e 2007 e em 2008, voltou a ser uma corrida por etapas de três dias de duração.
O ganhador de 2008 foi o italiano Daniele Pietropolli, que também ganhou a etapa final no sprint por adiante do australiano Baden Cooke.
A edição de 2009 voltou a ser de uma corrida em linha de um sozinho dia e a vitória foi pára Fortunato Baliani da equipa CSF Group-Navigare. O segundo lugar foi pára Fabio Taborri e a terça para Francesco Failla.
Em 2010, o evento, foi dividido em quatro etapas e foi ganhado por Matteo Montaguti.

## Palmarés
| Ano       | Ganhador                  | Segundo                  | Terceiro             |
| --------- | ------------------------- | ------------------------ | -------------------- |
| 1920      | Mario Giorgianni          | Luigi Velona             | Giacomo Ragusa       |
| 1921      | Não se disputou           | Não se disputou          | Não se disputou      |
| 1922      | Angelo De Francesco       | Marzio Germoni           | Angiolo Marchi       |
| 1923      | Nello Ciaccheri           | Enea Dal Fiume           | Guido Messeri        |
| 1924-25   | Não se disputou           | Não se disputou          | Não se disputou      |
| 1926      | Nello Ciaccheri           | Marinho Pomposi          | Antonio Liguori      |
| 1927      | Não se disputou           | Não se disputou          | Não se disputou      |
| 1928      | Felice Gremo              | Settimo Innocenti        | Leonida Frascarelli  |
| 1929      | Felice Gremo              | Pietro Mori              | Allegro Grandi       |
| 1930      | Luigi Marchisio           | Marco Giuntelli          | Aleardo Simoni       |
| 1931      | Learco Guerra             | Pio Caimmi               | Domenico Piemontesi  |
| 1932-44   | Não se disputou           | Não se disputou          | Não se disputou      |
| 1945      | Giovanni Corrieri         | Mario Fazio              | Arturo De Lorenzo    |
| 1946-48   | Não se disputou           | Não se disputou          | Não se disputou      |
| 1949      | Sergio Pagliazzi          | Angelo Fumagalli         | Danilo Barozzi       |
| 1950      | Fausto Coppi              | Gino Bartali             | Vito Ortelli         |
| 1951      | Luciano Maggini           | Arrigo Padovan           | Waldemaro Bartolozzi |
| 1952      | Gino Bartali              | Fiorenzo Magni           | Giuseppe Minardi     |
| 1953      | Luciano Maggini           | Dante Rivola             | Annibale Brasola     |
| 1954      | Giuseppe Minardi          | Fausto Coppi             | Bruno Monti          |
| 1955      | Rino Benedetti            | Giancarlo Astrua         | Angelo Conterno      |
| 1956      | Giuseppe Minardi          | Cleto Maule              | Adriano Zamboni      |
| 1957      | Gastone Nencini           | Aldo Moser               | Ercole Baldini       |
| 1958      | Angelo Conterno           | Ercole Baldini           | Silvano Ciampi       |
| 1959      | Waldemaro Bartolozzi      | Rino Benedetti           | Angelo Conterno      |
| 1960      | Guido Carlesi             | Gastone Nencini          | Pierino Baffi        |
| 1961      | Dino Bruni                | Vito Favero              | Noè Conti            |
| 1962      | Luigi Sarti               | Antonio Suarez           | Livio Trape          |
| 1963      | Ercole Baldini            | Carlo Brugnami           | Graziano Battistini  |
| 1964      | Diego Ronchini            | Guido Carlesi            | Aldo Pifferi         |
| 1965      | Adriano Durante           | Vito Taccone             | Franco Bitossi       |
| 1966      | Michele Dancelli          | Gianni Motta             | Dino Zandegù         |
| 1967      | Michele Dancelli          | Vittorio Adorni          | Bruno Mealli         |
| 1968      | Michele Dancelli          | Ole Ritter               | Franco Bitossi       |
| 1969      | Vittorio Adorni           | Vito Taccone             | Italo Zilioli        |
| 1970      | Walter Godefroot          | Luigi Sgarbozza          | Patrick Sercu        |
| 1971      | Gianni Motta              | Marcello Bergamo         | Ole Ritter           |
| 1972      | Franco Bitossi            | Albert Van Vlierberghe   | Enrico Paolini       |
| 1973      | Wladimiro Panizza         | Davide Boifava           | Francesco Moser      |
| 1974      | Francesco Moser           | Roger De Vlaeminck       | Constantino Conti    |
| 1975      | Giuseppe Perletto         | Francesco Moser          | Constantino Conti    |
| 1976      | Enrico Paolini            | Franco Bitossi           | Gary Clively         |
| 1977      | Constantino Conti         | Pierino Gavazzi          | Giuseppe Saronni     |
| 1978      | Knut Knudsen              | Gianbattista Baronchelli | Leonardo Mazzantini  |
| 1979      | Giovanni Battaglin        | Bernt Jehansson          | Wladimiro Panizza    |
| 1980      | Gianbattista Baronchelli  | Claudio Bortolotto       | Simone Fraccaro      |
| 1981      | Alfio Vandi               | Bernt Jehansson          | Claudio Bortolotto   |
| 1982      | Riccardo Magrini          | Michael Wilson           | Giuseppe Martinelli  |
| 1983      | Pierino Gavazzi           | Giuseppe Petito          | Francesco Moser      |
| 1984      | Alfredo Chinetti          | Daniele Caroli           | Roger De Vlaeminck   |
| 1985      | Silvano Riccò             | Palmiro Masciarelli      | Ennio Salvador       |
| 1986      | Guido Bontempi            | Francesco Moser          | Moreno Argentin      |
| 1987      | Tony Rominger             | Stefan Brykt             | Franco Chioccioli    |
| 1988      | Moreno Argentin           | Gianni Bugno             | Emanuele Bombini     |
| 1989      | Adriano Baffi             | Silvio Martinello        | Paolo Cimini         |
| 1990      | Giuseppe Saronni          | Maximilian Sciandri      | Alberto Elli         |
| 1991      | Andrea Ferrigato          | Rolf Aldag               | Germano Pierdomenico |
| 1992      | Davide Cassani            | Giorgio Furlan           | Oliverio Rincão      |
| 1993      | Fabiano Fontanelli        | Stefano Allochio         | Silvio Martinello    |
| 1994      | Não se disputou           | Não se disputou          | Não se disputou      |
| 1995      | Pascal Richard            | Riccardo Forconi         | Davide Rebellin      |
| 1996      | Michele Bartoli           | Alessandro Baronti       | Beat Zberg           |
| 1997      | Não se disputou           | Não se disputou          | Não se disputou      |
| 1998      | Michele Bartoli           | Mirko Celestino          | Eddy Mazzoleni       |
| 1999-2002 | Não se disputou           | Não se disputou          | Não se disputou      |
| 2003      | Aitor González            | Filippo Pozzato          | Fabio Baldato        |
| 2004      | Andris Nauduzs            | Mauro Zinetti            | Dimitri Konyshev     |
| 2005      | Guillermo Rubén Bongiorno | Samuele Marzoli          | Fabio Borghesi       |
| 2006-07   | Não se disputou           | Não se disputou          | Não se disputou      |
| 2008      | Daniele Pietropolli       | Steve Cummings           | Francesco Failli     |
| 2009      | Fortunato Baliani         | Fabio Taborre            | Francesco Failli     |
| 2010      | Matteo Montaguti          | Francisco Ventoso        | Daniele Pietropolli  |
| 2011      | Daniele Pietropolli       | José Serpa               | Daniel Oss           |
| 2012      | Elia Viviani              | Daniele Colli            | Elia Favilli         |

## Palmarés por países
| País      | Vitórias |
| --------- | -------- |
| Itália    | 57       |
| Suíça     | 2        |
| Espanha   | 1        |
| Noruega   | 1        |
| Bélgica   | 1        |
| Argentina | 1        |
| Letônia   | 1        |